# Paolo Genovese
Paolo Genovese (20 de agosto de 1966) es un director de cine y guionista italiano.

## Vida y carrera
Paolo Genovese nació en Roma el 20 de agosto de 1966. Tras graduarse en Economía y Empresas en la Universidad de Génova, empezó su carrera en la empresa publicitaria McCann Erickson, dirigiendo más de cien anuncios y ganando varios premios. En 1998 empezó a colaborar con Luca Miniero como coguionista y codirector del cortometraje La scoperta di Walter. El dúo hizo su debut en el formato largometraje en 2002, con la comedia aclamada por la crítica Incantesimo napoletano.
Genovese hizo su debut como director en solitario en 2010, dirigiendo La banda dei Babbi Natale. En 2016, su película Perfetti sconosciuti ganó el premio al mejor guion de cine internacional en el Festival de cine de Tribeca y obtuvo también el David di Donatello a la mejor película.

## Filmografía
- Incantesimo napoletano (codirigida con Luca Miniero) (2002)
- Nessun messaggio in segreteria (codirigida con Luca Miniero) (2005)
- Questa notte è ancora nostra (codirigida con Luca Miniero) (2008)
- Immaturi (2011)
- Immaturi - Il viaggio (2012)
- Una famiglia perfetta (2012)
- Tutta colpa di Freud (2014)
- Sei mai stata sulla Luna? (2015)
- Perfetti sconosciuti (2016)
- The Place (2017)